# Billy Celeski
Billy Celeski (14 juli 1985) is een Australisch voetballer die als middenvelder speelt.

## Clubcarrière
Billy Celeski begon zijn carrière bij Bullen Zebras in 2004. Billy Celeski speelde voor Perth Glory, Melbourne Victory, Al-Shaab, Liaoning Hongyun, Newcastle United Jets en Ventforet Kofu.

## Australisch voetbalelftal
Billy Celeski nam met het Australisch voetbalelftal deel aan de Olympische Zomerspelen 2008. Billy Celeski maakte op 28 januari 2009 zijn debuut in het Australisch voetbalelftal tijdens een kwalificatiewedstrijd voor de Aziatisch kampioenschap voetbal 2011 tegen Indonesië.